# Alexander Obolensky
Alexander Sergeevich Obolensky (en ruso: Александр Серге́евич Оболенский; Petrogrado, 17 de febrero de 1916—Suffolk, 29 de marzo de 1940) fue un príncipe ruso de la dinastía Rúrikovich. Es conocido por haber sido jugador de rugby que se desempeñó como wing y contemporáneamente considerado una tristemente célebre leyenda del deporte al morir en corta edad.

## Biografía

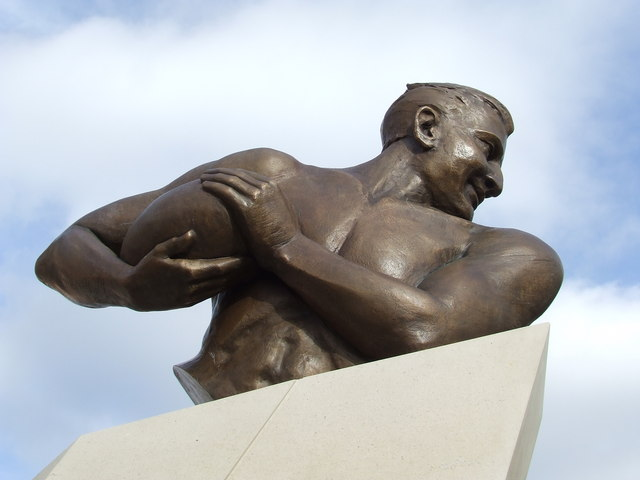
Monumento a Alexander Obolensky en Ipswich.

Fue hijo del príncipe Serge Obolensky un guardia Lieib y la princesa Lubov. La familia real Obolensky debió asilarse en el Reino Unido debido a la revolución de febrero de 1917 y se establecieron en Muswell Hill, Londres, Inglaterra.
El príncipe Alexander prosiguió sus estudios en la Universidad de Oxford donde estudió filosofía, ciencias políticas y economía, también destacó en el equipo de rugby.
Iniciada la Segunda Guerra Mundial, el príncipe fue reclutado y decidió combatir; pese a que podría haberlo evitado por su condición de noble. Fue instruido en el 54° escuadrón de la Real Fuerza Aérea británica en Suffolk. El 29 de marzo de 1940 mientras entrenaba en su avión número L1946; un Hawker Hurricane, se despistó y cayó por un barranco, el accidente rompió su cuello y falleció de inmediato. Tenía 24 años y un día antes había sido llamado al seleccionado inglés para enfrentar a Gales la semana próxima.

## Carrera
Obolensky comenzó a jugar rugby de niño en el Chesterfield Panthers RUFC, en 1934 se cambió a Leicester Tigers para jugar en un nivel más competitivo y debutó en primera a la edad de 18 años. Se destacó en su segunda temporada, como titular indiscutido y prolífico anotador de tries, lo que lo llevó a ser convocado a la selección nacional.
También fue invitado a jugar en los Barbarians en 1937 y 1939, marcó 3 tries entre ambos partidos.

## Selección nacional
Alexander debutó con el XV de la Rosa el 4 de enero de 1936 a los 19 años de edad frente a los All Blacks, el príncipe marcó dos tries para la victoria 13-0. Su primer try en el partido, en el que tomó el balón en las 22 de Inglaterra y corrió 75 metros esquivando a cuatro rivales, está considerado entre los mejores de la historia del deporte.
Disputó el Torneo de las Cuatro Naciones 1936, jugando frente a los Dragones rojos, Irlanda y el XV del Cardo (donde ganó la Copa Calcuta).

## Leones británicos
Doug Prentice lo seleccionó a los British and Irish Lions para participar de la gira a Argentina 1936, donde los leones obtuvieron la victoria frente a los Pumas (0-1) y además ganaron todos sus partidos ante los clubes y equipos representativos del país. Obolensky jugó ante la selección de Brasil (un partido de entrenamiento) y le marcó 17 tries, un récord que aún está vigente y se cree es imbatible.